# Войско Сербии в Средние века

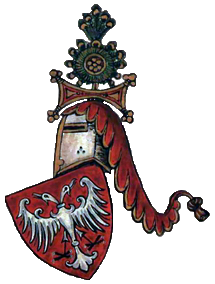
Герб династии Неманичей

Войско в Средневековой Сербии — вооружённые силы сербских государств в Средние века.
В первые века после переселения на Балканский полуостров военное дело сербов сохраняло организацию и приёмы, используемые древними славянами в V—VI веках. После принятия христианства и развития феодальных отношений основу сербской армии составили отряды крупных и мелких землевладельцев, а по мере развития экономики, в первую очередь горного дела, заметную роль в войсках начали играть наёмники. Отдельные элементы организации войска и тактики сербы заимствовали у Византийской империи.
Армия была важным инструментом внешней политики Неманичей, которые после создания независимого Королевства вели завоевательные войны против Византии, Болгарии и т. д. Кроме того, войска королей и отдельных феодалов активно участвовали во внутренних междоусобицах в стране в XII—XIV веках.

## История

### До XIII века
В течение нескольких столетий после переселения славян на Балканский полуостров, то есть во время существования Сербского княжества, военная организация сербов мало отличалась от принятой у древних славян. Она была основана на участии в войне всех свободных мужчин, объединяемых в военные отряды в рамках родов, племён и племенных союзов. Родом управлял старейшина, а племенем — жупан, избираемый на племенных собраниях. Главной задачей жупана было руководство племенным ополчением. С развитием феодального строя, у сербов к собираемым родами и племенами отрядам добавились личные дружины представителей знати.

Сербия в 1184 году

В случае войны на племенных собраниях жупаны и старейшины родов отбирали воинов для предстоящих боёв. По некоторым сведениям, при сборе войск применялась заимствованная у византийцев система назначения во главе отдельных частей войска тысячников, сотников, пятидесятников и десятников, каждый из которых командовал соответствующим количеством бойцов. В случае необходимости к участию в боях могло привлекаться всё мужское население, способное держать оружие, а в исключительных ситуациях войско пополняли даже женщины.
Христианизация сербских племён и развитие феодализма привели к изменениям в военной организации сербов.
Многочисленные войны и стычки с византийцами и венграми привели к заимствованию сербами элементов их тактики, образцов вооружения и т. д. Византийские источники XII века сообщают, что сербам были хорошо известны используемые в императорской армии приёмы, особенности её организации и т. д., поскольку сербы не только сражались против неё, но и в качестве вспомогательных отрядов участвовали в её походах против других врагов Византийской империи.
В XI—XII веках основу сербской армии составляла пехота, в то время как немногочисленная конница играла второстепенную роль. Согласно византийским источникам, ударной силой пехоты у сербов были копейщики в тяжёлых доспехах. Они же несли гарнизонную службу в крепостях и иных укреплениях. Несмотря на заимствования отдельных приёмов военной тактики у соседей, сербы в этот период продолжали опираться на боевые приёмы, популярные ещё у древних славян — засады, ложные отступления с последующей контратакой и т. д. Для боя обычно выбирали такую местность, которая осложняла атаки их противнику. В открытом сражении сербы использовали плотный строй пехоты.

### Армия в правление Неманичей

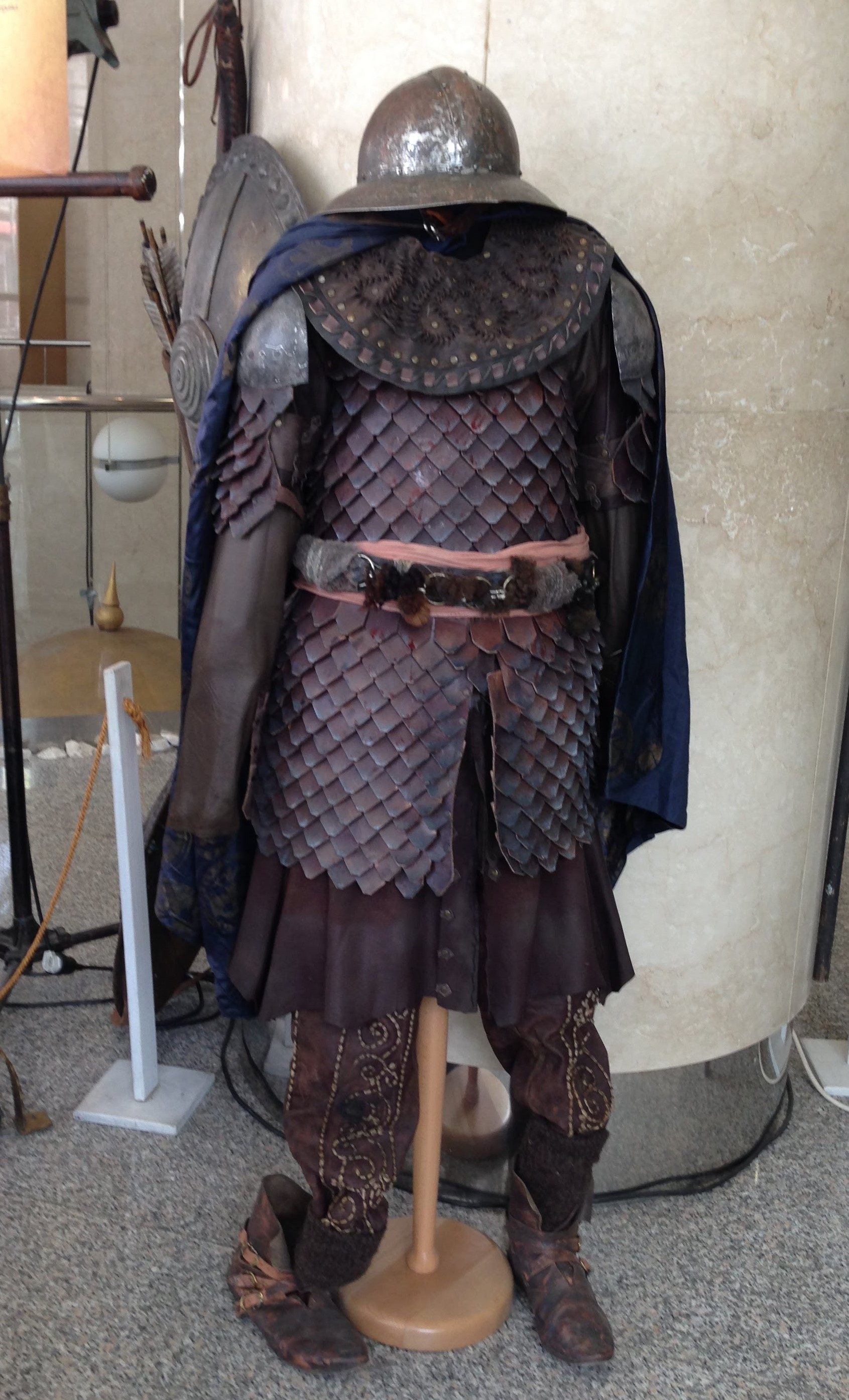
Реконструкция сербских доспехов в XII—XIII вв.

В эпоху правления династии Неманичей основу сербской армии составляли отряды крупных и мелких феодалов, владельцев земельных участков. Исследователи делят их на две части: на владельцев баштин и владельцев проний.
Вооружённые отряды феодалов-владельцев баштин были наиболее крупной по численности частью сербской армии. Баштина — владение, которое передавалось по наследству и которыми феодалы (властели) могли распоряжаться по своему усмотрению. В зависимости от размера владений высшая знать делилась на великих и малых властелей. В случае нужды на войну мог идти как сам феодал, так и подчинённые ему хозяева более мелких владений, а также зависимые от них крестьяне. Властели сами заботились об оснащении и подготовке своих воинов. В случае измены феодал мог лишиться своей баштины.
Как правило, властели со своими отрядами собирались только во время войны. В то же время некоторое количество властелей постоянно находилось при короле и в мирное время, неся дворцовую службу, выполняя функции личной гвардии и т. д. Многие феодалы отправляли своих сыновей в королевский дворец, где те учились воинскому искусству, участвовали в турнирах и т. д.

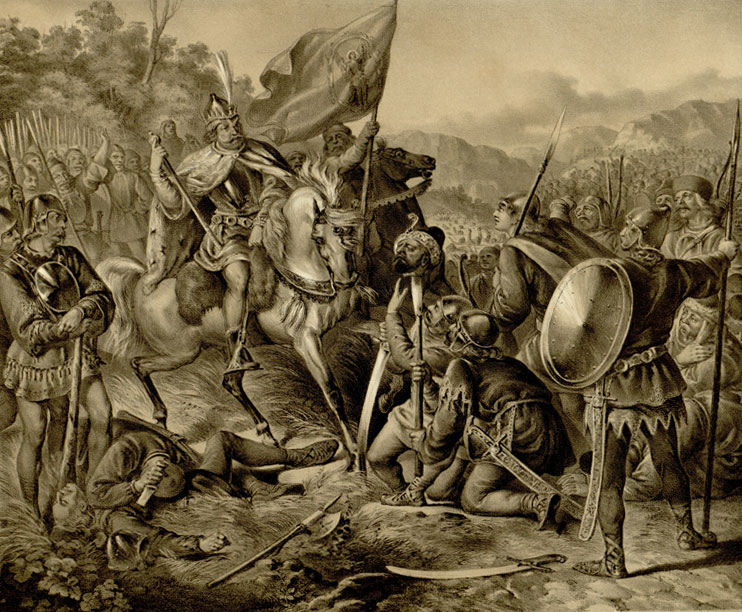
Победа Милутина над татарами, литография Анастаса Йовановича, 1852

Меньшую часть армии составляли владельцы проний (прониары). Этот заимствованный у византийцев феодальный институт предполагал наделение земельным участком в обмен на военную службу. Владение им было пожизненным, но участок не мог передаваться по наследству, за исключением случаев, когда наследник был готов продолжить службу. Пронию нельзя было продать, купить или подарить церкви. Сделать это мог только король. Среди прониаров были как мелкие феодалы, так и представители высшей знати. Прониар имел перед королём те же обязанности, что и владелец баштины, но был гораздо менее независим. Король мог лишить его пронии за неисполнение военных обязанностей. Ещё одним различием между этими феодалами было то, что владелец баштины был обязан воевать на коне, в то время как некоторые прониары, как правило из числа более бедных, могли сражаться пешими.

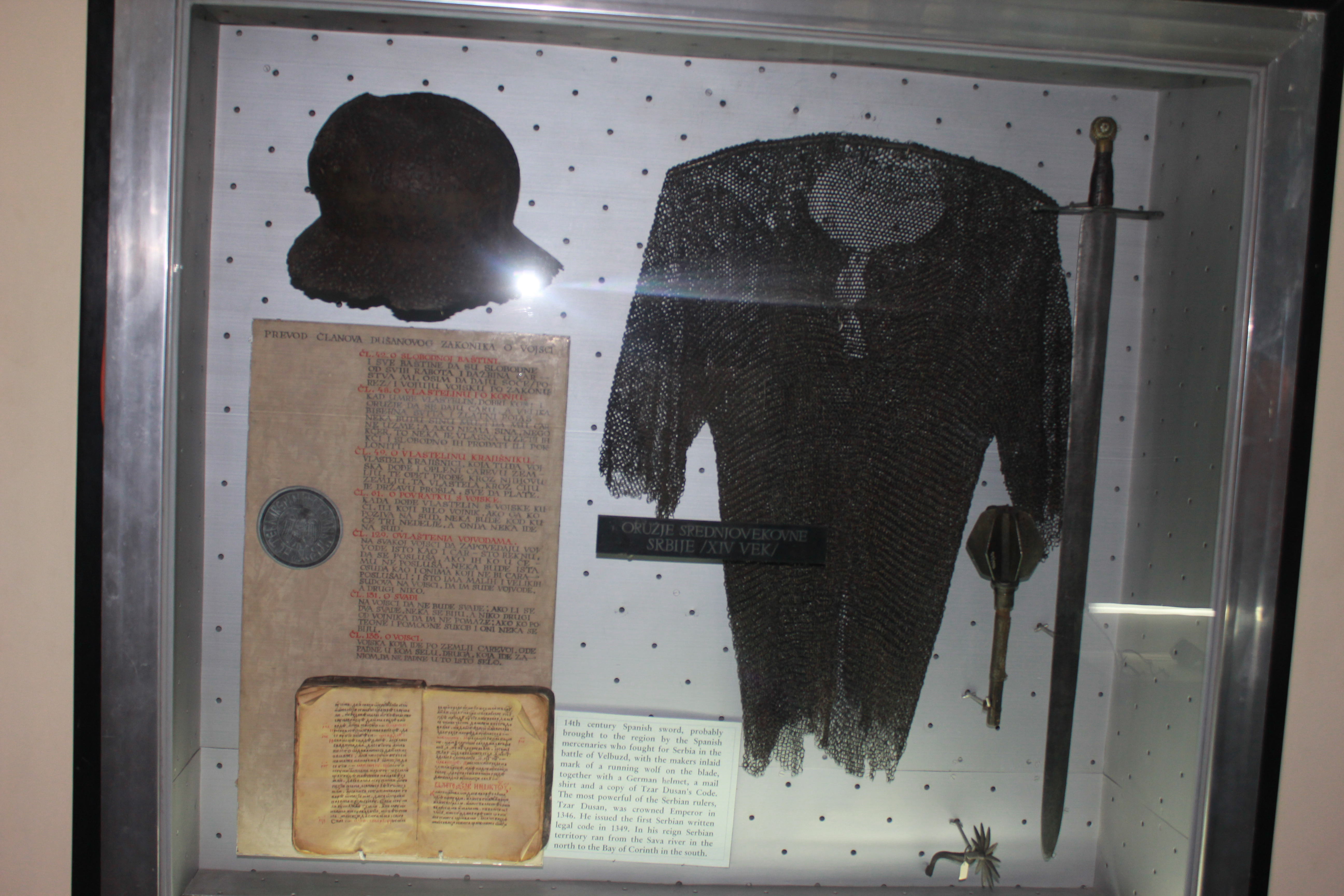
Меч испанских и шлем немецких наёмников, которые использовались в битве при Вельбужде

Третьей важной составляющей сербского войска в XIII—XIV веках были наёмные контингенты. Несмотря на то, что численность наёмников в армии уступала количеству воинов в отрядах властелей, они играли не меньшую роль, поскольку служили королям постоянно, а не только во время войн, а также отличались значительной выучкой. Их услуги сербские короли оплачивали исключительно средствами из собственной казны. В источниках первые сведения о наёмниках в сербской армии связаны со второй половиной XII века, когда в своих войнах Стефан Неманя использовал отряды французов, греков и турок. Со второй половины XIII века наёмники составляли заметную часть сербской армии и в дальнейшем они продолжали быть неотъемлемой частью как войн с соседними странами, так и внутренних междоусобиц. Например, Стефан Урош II Милутин использовал их как в походах против Византии, так и в конфликте со своим братом Стефаном Драгутином. В его войсках были болгары, греки, татары, половцы, выходцы из итальянских государств и Западной Европы и др. В некоторых случаях сербские короли опирались на наёмных воинов, если не были уверены в лояльности собственной знати. Король Душан Сильный именно наёмному отряду из 300 немцев доверил свою охрану. Его командир Палман служил Стефану Душану на протяжении 22 лет. А охрану своей жены королевы Елены Стефан Душан возложил на наёмников из Арагона.
Опираясь на опыт использования наёмников в сербской армии, король Стефан Душан вскоре после восшествия на престол начал длительную военную реформу. Её основной целью было создание в Королевстве постоянных воинских отрядов, оснащённых и обученных по примеру западноевропейской тяжёлой кавалерии. Для них в итальянских городах закупалось значительное количество наиболее современных на тот момент доспехов. Ударной кавалерии теперь отводилась решающая роль на поле боя. Кроме того, Стефан Душан способствовал распространению в Сербии рыцарских турниров, и некоторых других традиций. По оценке историка Марко Алексича, в стране в это время произошёл бум рыцарской культуры.

### После распада Сербского царства

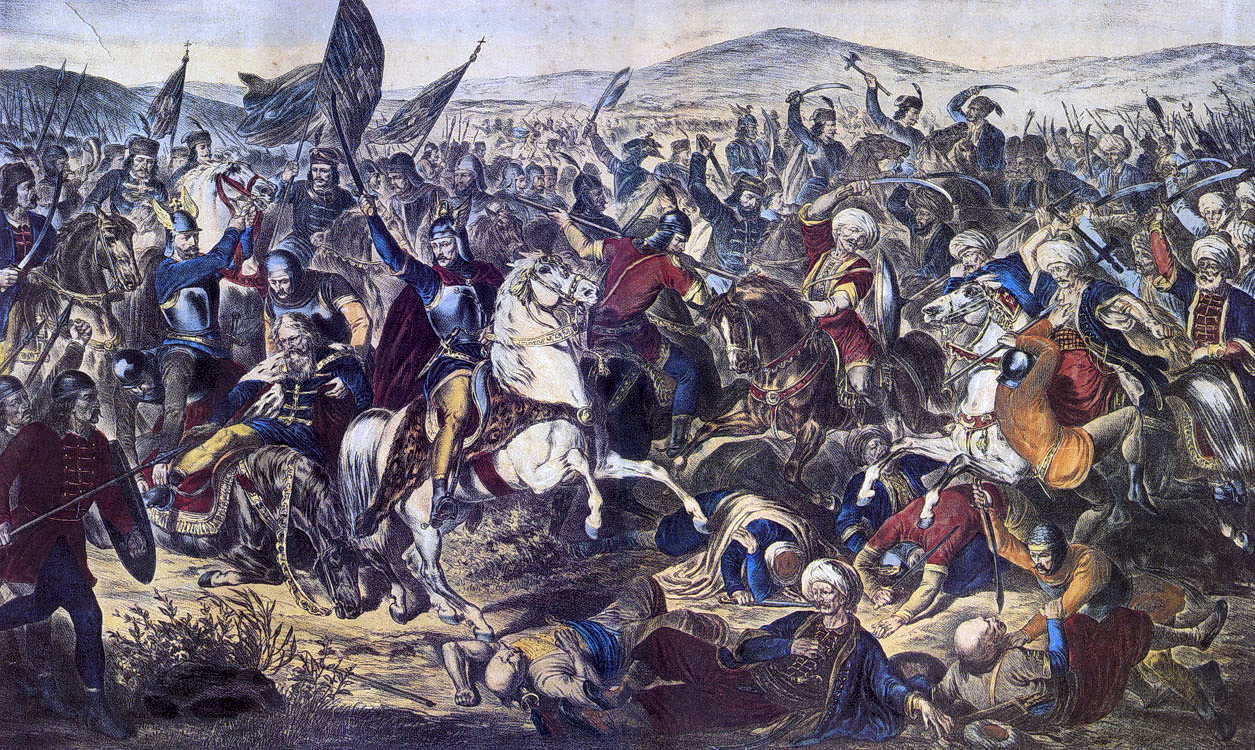
Картина Адама Стефановича «Бой на Косове»

Сформировавшаяся к середине XIV века организация сербской армии с незначительными изменениями просуществовала до завоевания Сербии Османской империей. После битвы на Косовом поле в 1389 году был введён ряд новых военных налогов, а система проний получила большее широкое распространение, в том числе за счёт земель из состава баштин.
В период существования Сербской деспотовины появилась система всеобщей мобилизации населения, известная как «заманица» или «заманичка воjска». В случае крайней угрозы все боеспособное население распределялось по войскам и гарнизонам. При объявлении мобилизации никто не мог уклониться от неё, даже живущие на монастырских землях крестьяне.
Также, как и при Неманичах, сохранялась практика широкого использования иностранных отрядов в войсках. Среди наёмников были выходцы из Италии, Венгерского королевства, турки и т. д.

## Вооружение и защита

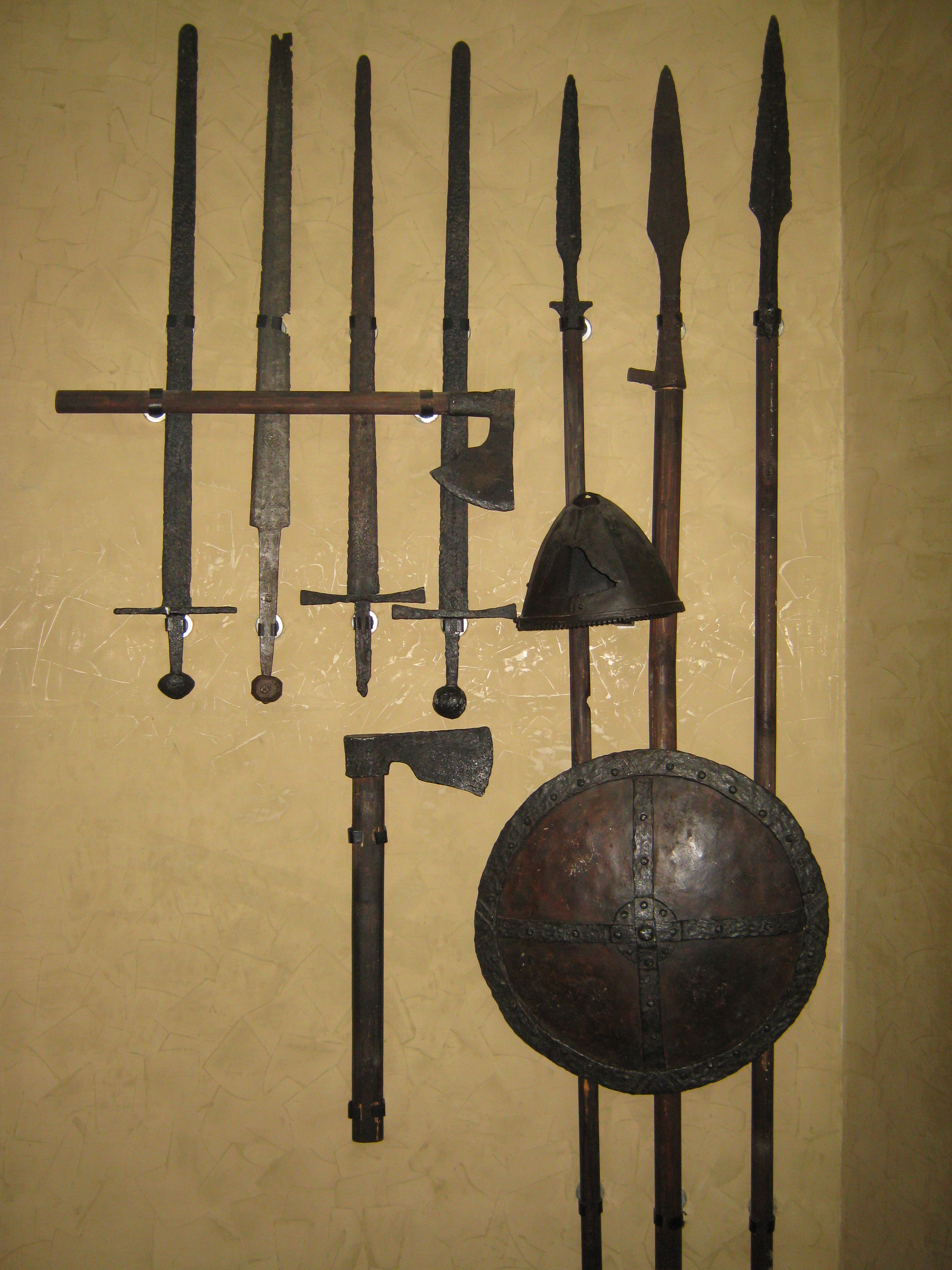
Вооружение сербских воинов эпохи Средневековья. Экспонаты из собрания Военного музея в Белграде

### Холодное оружие

#### Мечи
Мечи использовались древними славянами уже в период поздней античности. По одной версии, при переселении на Балканский полуостров они использовали тип мечей, заимствованный у германцев. По другой — существовал самобытный славянский тип меча. В Сербии меч длительное время оставался оружием наиболее знатных и привилегированных воинов и только после XI века получил широкое распространение в военных отрядах феодалов. Как отмечал Гавро Шкриванич, облик меча в Сербии менялся в соответствие с тенденциями в прочих европейских странах: постепенно увеличивалась его длина, клинок сужался. На вооружении сербских воинов были как двулезвийные, так и однолезвийные мечи. Со второй половины XIV века начали использоваться двуручные мечи.
В Средневековой Сербии меч входил в число церемониальных символов власти.

#### Сабли
Меньше были распространены сабли, которые стали массово использоваться в сербских войсках с XIV века. Сербам они были известны и ранее, ещё в X веке воины из дружин Властимировичей видели их на вооружении венгров, с которыми неоднократно воевали. Однако, по мнению Гавро Шкриванича, сербы начали активно использовать сабли под впечатлением от сражений с османскими отрядами, которые широко применяли этот вид оружия в ближнем бою. На протяжении XIV века сабли получали всё большее распространение на Балканах и в начале XV века, по некоторым источникам, ценились больше нежели мечи. Однако, меч все же оставался более распространённым среди воинов не только в правление Неманичей, но и во время Сербской деспотовины.
Внешний вид сербских сабель периода Средневековья исследователям известен по фрескам из ряда монастырей и церквей, а также по изображениям на нескольких стечках.

#### Боевые ножи
Кроме мечей и сабель были популярны боевые ножи, которые использовались воинами ещё в период Тёмных веков. Особое распространение они в XIV—XV веках получили среди тяжеловооружённой кавалерии. Известны несколько типов ножей, бывших на вооружении сербских бойцов. Они делились на короткие — до 50 сантиметров, и длинные — до 80 сантиметров, на однолезвийные и двулезвийные. В Сербии боевые ножи неоднократно находили во время археологических раскопок. Также они известны по фрескам и изображениям на стечках.

#### Копья
Копья также относятся к вооружению, известному ещё древним славянам. В сербской армии были как копья для ближнего боя, так и метательные. Используемые пехотой и кавалерией копья обычно имели длину около 2 метров или были немного короче. Наконечники используемых в Сербии копий в XII—XV веках почти не претерпели изменений, несмотря на постепенное распространение тяжёлых доспехов. По мнению исследователей, это связано с тем фактом, что во второй половине XIV века — первой половине XV века основным противником сербов были турецкие отряды, где тяжёлые доспехи использовались редко. Поэтому, не было нужды в изменении распространённого в войсках листовидного наконечника копья.
По некоторым данным, копьё в Сербии в Средние века было и церемониальным символом власти.

#### Палицы, булавы, топоры

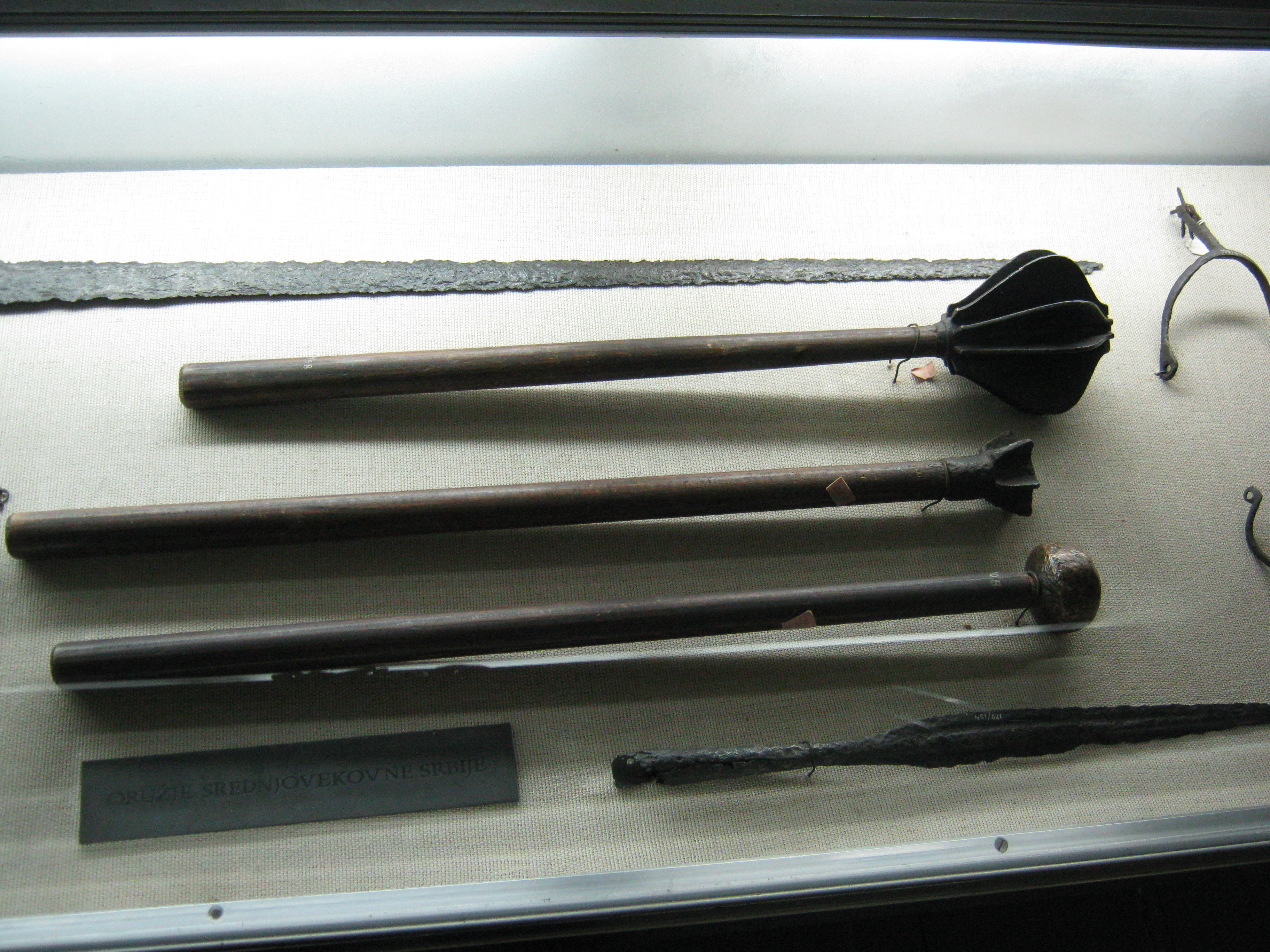
Палицы и наконечник копья из экспозиции Военного музея в Белграде

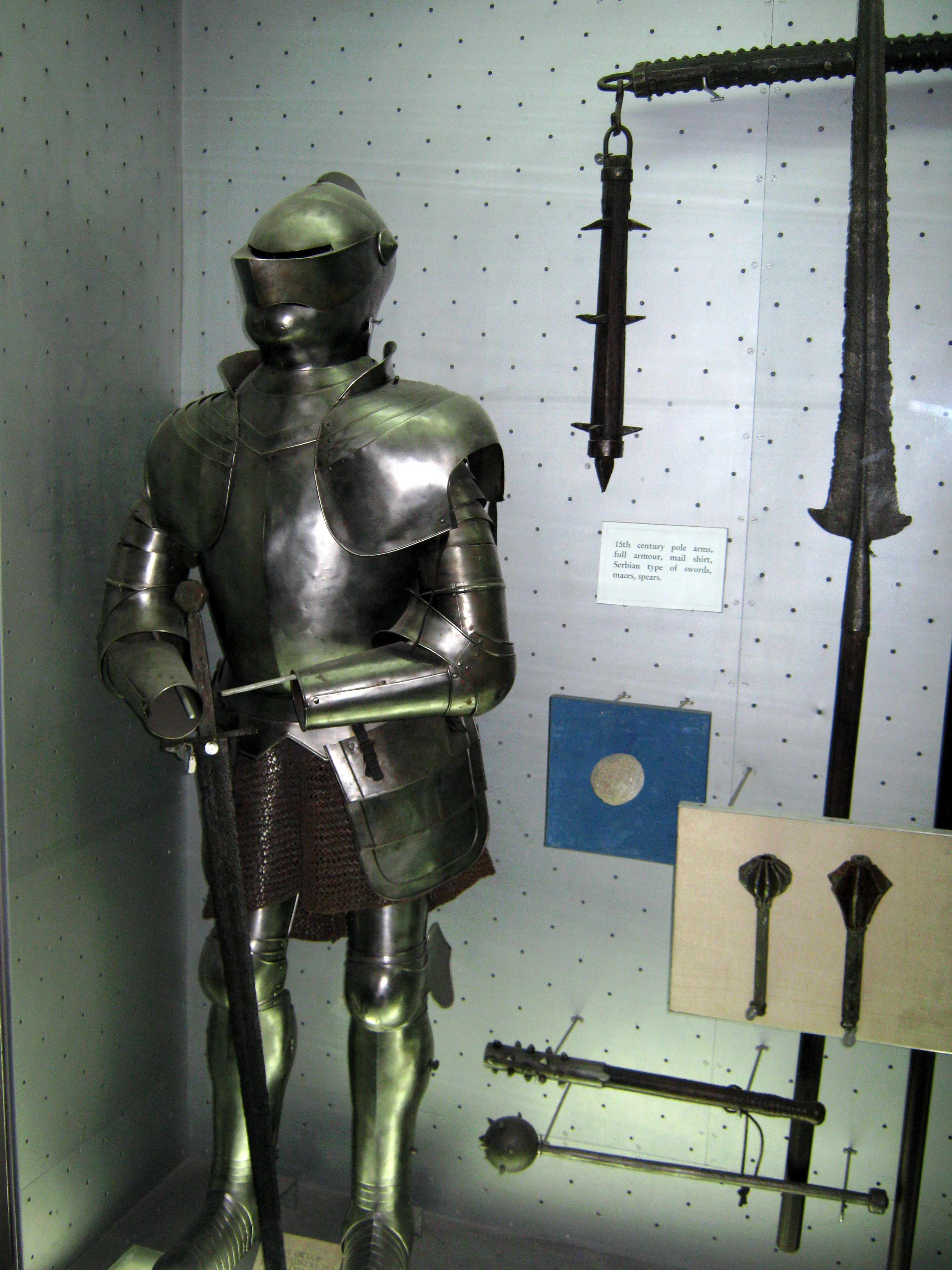
Комплект сербских доспехов из периода Деспотовины

Определённое распространение в сербской армии в XIV—XV веках получили также палицы и булавы. В частности, их массово использовали воины личной охраны правителей. По археологическим находкам и сохранившимся изображениям известны несколько типов, различающихся длиной рукояти и формой ударного навершия.
Также среди воинов были популярны боевые топоры (секиры), которые делились на два типа: большие (двуручные) и малые (одноручные).

### Защита и доспехи
В Сербии доспехи получили широкое распространение только после XI века. Согласно византийским источникам, уже в середине XII века в сербской армии были отряды копейщиков в тяжёлых доспехах, которые несли гарнизонную службу, а также служили ударной силой пехоты на поле боя. В этот период основным средством защиты воина была кольчуга. Позднее, с конца XIII века сербские короли, их приближённые и крупные землевладельцы начали использовать латы, бригантины и т. д. К середине XIV века в армии были популярны такие элементы доспехов как кольчуги, пластинчатые панцири, горжеты, поножи, боевые рукавицы и шлемы.
Значительная часть используемых в Сербии доспехов имела иностранное происхождение. Короли и богатые властели в больших количествах приобретали как полные комплекты защиты, так и их отдельные элементы у мастеров из Италии, Южной Германии и Византии. Зачастую, посредниками в таких поставках были купцы из Дубровника. В некоторые года доспехи закупались десятками и даже сотнями. Так, только в 1341—1349 годах из Венеции в Сербию было отправлено 1700 панцирей, 800 шлемов, 500 кольчужных рубах и т. д.